# Европско првенство у атлетици у дворани 1980 — бацање кугле за жене
Такмичење у бацању кугле у женској конкуренцији на 11. Европском првенству у атлетици у дворани 1980. одржано је 1. марта у Зинделфингену, (Западна Немачка).
Титулу освојену у Бечу  1979. није бранила  Силона Слупјанек из Источне Немачке.

## Земље учеснице
Учествовалојо је 5 бацачице кугле 4 земље.
1. Чехословачка (1)
2. Западна Немачка (2)
3. Италија (1)
4. Француска (1)

## Рекорди
| Рекорди пре почетка Европског првенства у дворани 1979.     | Рекорди пре почетка Европског првенства у дворани 1979. | Рекорди пре почетка Европског првенства у дворани 1979. | Рекорди пре почетка Европског првенства у дворани 1979. | Рекорди пре почетка Европског првенства у дворани 1979. | Рекорди пре почетка Европског првенства у дворани 1979. |
| ----------------------------------------------------------- | ------------------------------------------------------- | ------------------------------------------------------- | ------------------------------------------------------- | ------------------------------------------------------- | ------------------------------------------------------- |
| Светски рекорд                                              | Хелена Фибингерова                                      | Чехословачка                                            | 22,50                                                   | Јаблонец, Чехословачка                                  | 19. фебруар 1977.                                       |
| Европски рекорд                                             | Хелена Фибингерова                                      | Чехословачка                                            | 22,50                                                   | Јаблонец, Чехословачка                                  | 19. фебруар 1977.                                       |
| Рекорди европских првенстава                                | Хелена Фибингерова                                      | Чехословачка                                            | 21,46                                                   | Сан Себастијан, Шпанија                                 | 13. март 1977.                                          |
| Рекорди после завршеног Европског првенства у дворани 1979. |                                                         |                                                         |                                                         |                                                         |                                                         |
| Нових рекорда није било.                                    |                                                         |                                                         |                                                         |                                                         |                                                         |

## Резултати

### Финале
| Пласман | Атлетичарка        | Земља           | Резултат | Белешка |
| ------- | ------------------ | --------------- | -------- | ------- |
|         | Хелена Фибингерова | Чехословачка    | 19,92    |         |
|         | Ева Вилмс          | Западна Немачка | 19,66    |         |
|         | Беатрикс Филип     | Западна Немачка | 17,59    | ЛРд     |
| 4.      | Cinzia Пењтручи    | Италија         | 16,96    | ЛРд     |
| 5.      | Леон Бертимон      | Француска       | 16,45    |         |

## Укупни биланс медаља у бацању кугле за жене после 11. Европског првенства у дворани 1970—1980.
|    | Земља                |    |    |    |    |
| -- | -------------------- | -- | -- | -- | -- |
| 1. | Чехословачка         | 5  | 1  | 0  | 6  |
| 2. | Совјетски Савез      | 3  | 3  | 2  | 8  |
| 3. | Источна Немачка      | 2  | 5  | 4  | 11 |
| 4. | Бугарска             | 1  | 0  | 1  | 2  |
| 5. | Западна Немачка      | 0  | 1  | 3  | 4  |
| 6. | Пољска               | 0  | 1  | 0  | 1  |
| 7. | Уједињено Краљевство | 0  | 0  | 1  | 1  |
|    | Укупно {7}           | 11 | 11 | 11 | 33 |

|    | Атлетичарка        | Земља           |   |   |   |   |
| -- | ------------------ | --------------- | - | - | - | - |
| 1. | Хелена Фибингерова | Чехословачка    | 5 | 1 | 0 | 6 |
| 2. | Надежда Чижова     | Совјетски Савез | 3 | 1 | 0 | 4 |
| 3. | Маријане Адам      | Источна Немачка | 1 | 1 | 2 | 4 |
| 4. | Иилона Слупјанек   | Источна Немачка | 1 | 1 | 1 | 3 |
| 5. | Иванка Христова    | Бугарска        | 1 | 0 | 1 | 2 |
| 6. | Антонина Иванова   | Совјетски Савез | 0 | 1 | 2 | 3 |
| 7. | Ева Вилмс          | Западна Немачка | 0 | 1 | 2 | 3 |